# Masamune Date
Masamune Date (伊達政宗 Date Masamune?) (n. 5 septembrie, 1567, d. 27 iunie, 1636) a fost un samurai care a trăit în perioada Azuchi-Momoyama și la începutul perioadei Edo.
Membru al unei familii distinse de daimyō (domnitori feudali), el a fost acel care este considerat fondatorul orașului Sendai. Tactician eminent, a jucat un rol major în multe bătălii din evul mediu japonez.
Având doar un ochi (pe celălalt l-a pierdut în copilărie) a fost poreclit dokuganryū (独眼竜) (dragonul cu un singur ochi).

Blazonul clanului Date

Masamune a fost primul fiu al daimyō-ului Terumune Date, și s-a născut în castelul Yonezawa, actualmente în prefectura Yamagata.
La vârsta de 14 ani participă la prima bătălie, împotriva clanului Sōma. Când tatăl său se hotărăște să se retragă din funcția de daimyō în 1584, tânărul Masamune va prelua această funcție  cu toate că avea doar 18 ani.
Clanul Date a fost fondat de Tomomune Isa, care provenea din provincia Hitachi (actualmente prefectura Ibaraki) în prima parte a perioadei istorice Kamakura. Familia și-a luat numele de la districtul Date (actualmente în prefectura Fukushima) din provincia Mutsu, distric care îi fusese dat lui Tomomune Isa de către Minamoto no Yoritomo, primul shogun al șogunatului Kamakura drept răsplată pentru ajutorul acordat în războiul dintre clanurile Minamoto și Taira (1180-1185), cât și pentru sprijinul primit în lupta pentru putere pe care Minamoto no Yoritomo o avusese cu fratele său Minamoto no Yoshitsune.
Masamune nu avea relații prea bune cu mama sa, care îl favorizase pe cel de-al doilea fiu, Kojirō, dorind ca acesta să preia conducerea clanului. Ca urmare a unei bătăi între cei doi frați, Masamune îl omoară pe Kojirō, ceea ce o face pe mama lor să se refugieze la fratele ei, la clanul Mogami.
După ce l-a servit cu fidelitate pe Hideyoshi Toyotomi, care era cel mai puternic daimyō din acea perioadă, aceasta din urmă îi va da lui Masamune Date castelul Iwatesawa, pe care Masamune îl va numi Iwadeyama după ce se mută acolo în 1591. A locuit acolo timp de 13 ani, orașul de la poalele castelului înflorind datorită politicii înțelepte duse de Masamune. Pe Hideyoshi Toyotomi l-a sprijinit în invaziile acestuia în Coreea, iar după moartea lui, l-a sprijinit pe Ieyasu Tokugawa (printre altele în bătălia de la Sekigahara), care i-a dat marele domeniu Sendai, ceea ce l-a făcut pe Masamune Date unul din cei mai puternici daimyō ai vremii.
În anul 1604 Masamune Date s-a mutat în satul pescăresc Sendai acompaniat de 52 000 de vasali cu familiile lor, lăsându-l la castelul Iwadeyama pe cel de al patrulea fiu al său să conducă.

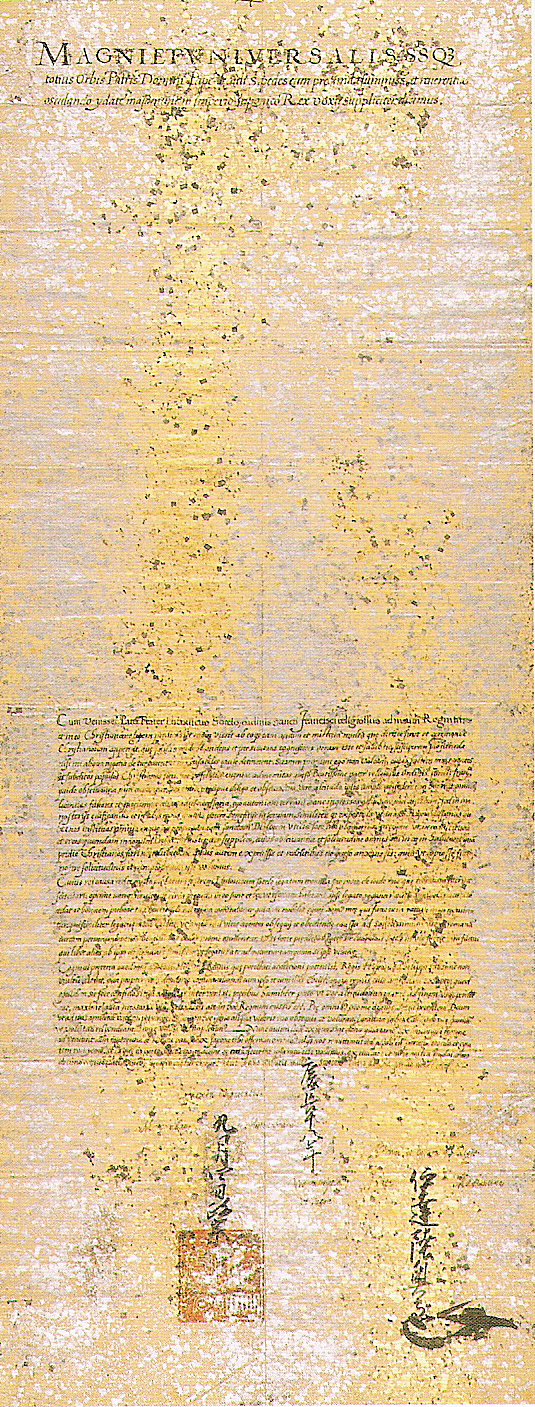
Scrisoarea lui Masamune Date pentru Papa de la Roma

Masamune Date a fost o personalitate  complexă. Pe de o parte era un mecena, susținând dezvoltarea artei, arătând un interes pentru contactul cu țările străine, ceea ce era destul de rar în Japonia în perioada aceea; excepție fiind relațile cu China și în oarecare măsură cu Olanda. Pe de altă parte era extrem de ambițios, orgolios și necugetat (a pierdut mai multe bătălii din cauza aceasta). Când misionarii din Vest au venit în Japonia, Masamune Date a fost unul din puținii daimyō care i-a binevenit în provincia sa. Dar când Ieyasu Tokugawa a interzis creștinismul, l-a lăsat și el să-i persecute pe creștinii japonezi convertiți din provincia sa fără a-i proteja.
Unul din marile merite ale lui Masamune Date a fost faptul că a organizat câteva expediții pe țărmuri îndepărtate: a construit vasul "Date Maru" (numit și "San Juan Bautista") după metode de construcție vestice, vas pe care l-a folosit să trimită un sol (cu 180 de membrii) la Papa. Această expediție a vizitat Insulele Filipine, Mexicul, Spania și Roma, fiind astfel prima expediție japoneză în jurul lumii. Cel puțin cinci membrii ai expediției au rămas în Coria (Sevilla) pentru a scăpa de persecuțiile suferite de creștini în Japonia. Și în momentul de față (2009) mai sunt vreo 600 de descendenți de ai lor în Spania, purtând numele de familie Japón.

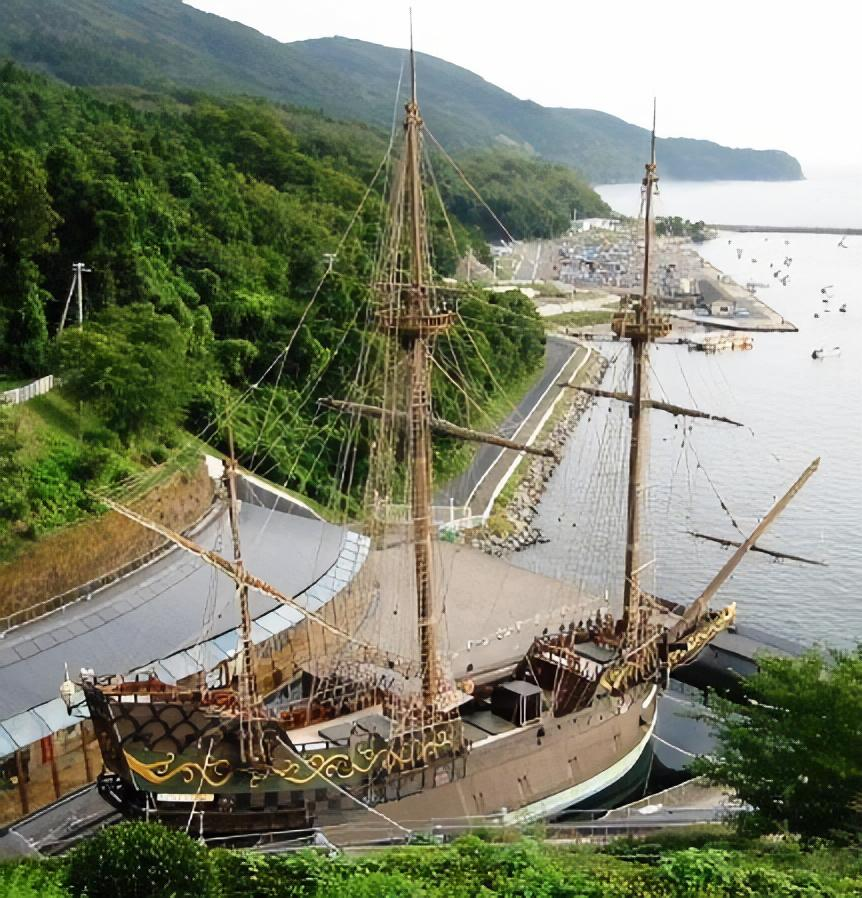
Replică a vasului Date Maru, în Ishinomaki, Japonia.